# رود بيج
رود بيج (بالإنجليزية: Rod Paige)‏ هو سياسي أمريكي، ولد في 17 يونيو 1933 في مونتايسلو في الولايات المتحدة. حزبياً، نشط في الحزب الجمهوري. وقد انتخب وزير التعليم الأمريكي (20 يناير 2001 – 20 يناير 2005).

## روابط خارجية
- رود بيج على موقع مونزينجر (الألمانية)
- رود بيج على موقع إن إن دي بي (الإنجليزية)